# 氯乙酸钠
氯乙酸钠是氯乙酸的钠盐，化学式为C2H2ClNaO2，它是一些化学品如医药或塑料的原料或中间体。它也是一种除草剂。

## 制备
氯乙酸钠在工业上由氯乙酸和碳酸钠反应得到：
{\displaystyle \mathrm {2\ CH_{2}ClCOOH+Na_{2}CO_{3}\longrightarrow 2\ CH_{2}ClCOONa+\ H_{2}O+\ CO_{2}\uparrow } }
氢氧化钠也可作为原料来制备氯乙酸钠，但在工业上，使用碳酸钠的成本更低。

## 性质
氯乙酸钠是白色的固体，可燃，易溶于水。它在150 °C以上分解。

## 拓展阅读
Martin Hauser. . The Journal of Organic Chemistry. 1962-01, 27 (1): 43–46  [2019-07-27]. ISSN 0022-3263. doi:10.1021/jo01048a010 （英语）.